# 톨킨 (영화)
《톨킨》(영어: Tolkien)은 2019년 개봉한 미국의 전기 드라마 영화이다. 도메 카루코스키가 감독을 맡았으며, 잉글랜드의 작가 J. R. R. 톨킨의 삶을 다룬 작품이다.

## 배역
- 니컬러스 홀트 - J. R. R. 톨킨 역
  - 해리 길비 - J. R. R. 톨킨 아역
- 릴리 콜린스 - 에디스 브렛 역, 톨킨 일생의 연인이자 미래의 아내
  - 미미 킨 - 에디스 브렛 아역